# Population & Sociétés
Population & Sociétés est une publication grand public de l'Institut national d'études démographiques consacrée à la démographie.
Ce bulletin de 4 pages a été mis en place en 1968, par Jean Bourgeois-Pichat, successeur d'Alfred Sauvy à la tête de l'INED.  Il est successivement dirigé par Pierre Longone (1968-1977), Michel-Louis Lévy (1977-2000) et Gilles Pison (depuis 2000).